# Monte Caciaro
Monte Caciaro è un rilievo dei Monti Reatini che si trova nel Lazio, in provincia di Rieti, tra il comune di Cittareale e quello di Amatrice. 
La cima, di 1657 m.s.l.m., si innalza (insieme al Monte Prato e al Monte Rota) lungo il crinale meridionale che scende dal Monte Pozzoni e che fa da spartiacque tra la valle del Velino a ovest e il bacino del Tronto a nord-est (Passo della Torrita). 